# سيكستوس أمير بوربون بارما
سيكستوس أمير بوربون بارما (بالفرنسية: Sixte de Bourbon-Parme)‏ كان أمير دوقية بارما وبياتشنزا